# Geílson
Geílson de Carvalho Soares (ur. 10 kwietnia 1984) – brazylijski piłkarz występujący na pozycji napastnika.

## Kariera piłkarska
Od 2001 do 2016 roku występował w Athletico Paranaense, Mixto, Albirex Niigata, SC Internacional, Santos FC, Al-Hazm, Náutico, Guarani FC, ABC, Santa Cruz, Tractor Sazi, Riffa, Operário, Cuiabá i Votuporanguense.